# Robert Hugh Benson
Robert Hugh Benson (18. listopadu 1871 – 19. října 1914) byl anglický duchovní a spisovatel. Začínal jako anglikánský kaplan, v roce 1903 konvertoval ke katolicismu a v roce 1904 by vysvěcen na katolického kněze. Pius X. jej jmenoval kaplanem Jeho Svatosti. Byl osobním komorníkem papeže Pia X. a obdržel také titul Msgr.
Byl úspěšným a plodným autorem, který ovlivnil vývoj sci-fi literatury. Jeho nejznámějším dílem je antiutopický román Pán světa (1907), který byl přeložen do řady cizích jazyků (včetně češtiny) a je dodnes velmi oblíben zejména mezi katolíky. Jako v jistém smyslu prorocký na něj výslovně odkázali kardinál Ratzinger (pozdější papež Benedikt XVI.) a papež František.
Byl nejmladším synem anglikánského biskupa Edwarda Whitea Bensona, který jako arcibiskup z Canterbury vedl anglikánské společenství v letech 1883-1896. Spisovatelské činnosti se věnovali i jeho bratři Arthur Christopher a Edward Frederic.